# Sauropus orbicularis
Sauropus orbicularis är en emblikaväxtart som beskrevs av William Grant Craib. Sauropus orbicularis ingår i släktet Sauropus och familjen emblikaväxter. Inga underarter finns listade i Catalogue of Life.